# Asyneuma lobelioides
Asyneuma lobelioides är en klockväxtart som först beskrevs av Carl Ludwig von Willdenow, och fick sitt nu gällande namn av Hand.-mazz. Asyneuma lobelioides ingår i släktet Asyneuma och familjen klockväxter. Inga underarter finns listade i Catalogue of Life.